# Sweet Home Alabama (pel·lícula)
Sweet Home Alabama és una pel·lícula estatunidenca de 2002. Dirigida per Andy Tennant, i els seus actors són: Reese Witherspoon, Patrick Dempsey, Josh Lucas i Candice Bergen.

## Argument
Melanie Carmichael (Reese Whitherspoon) és una jove i original dissenyadora de moda de Nova York, originària del sud, que aconsegueix conquerir a Andrew (Patrick Dempsey), el solter més cobejat de la ciutat. El sobtat anunci del seu compromís obliga a Melanie a tornar a la ciutat on va néixer d'Alabama, a resoldre un antic assumpte relacionat amb Jake (Josh Lucas), l'home amb qui es va casar durant la seva escola superior i qui es nega a donar-li el divorci. Allà descobreix que enamorar per segona vegada és fins i tot millor que la primera i comprèn per fi que encara que una noia marxi del sud, el sud mai l'abandona.

## Repartiment
- Reese Witherspoon - Melanie Smooter-Perry
- Josh Lucas - Jake Perry
- Patrick Dempsey - Andrew Hennings
- Candice Bergen - Kate Hennings
- Mary Kay Place - Pearl Smooter
- Fred Ward - Earl Smooter
- Jean Smart - Stella Kay Perry
- Ethan Embry - Bobby Ray
- Melanie Lynskey - Lurlynn
- Courtney Gains - Xèrif Wade
- Mary Lynn Rajskub - Dorothea
- Rhona Mitra - Tabatha Wadmore-Smith
- Nathan Lee Graham - Frederick Montana
- Kevin Sussman - Barry Lowenstein
- Thomas Curtis - Jake d'adolescent
- Dakota Fanning - Melanie d'adolescent